# بورتوريكو في الألعاب الأولمبية
بورتوريكو في الألعاب الأولمبية الألعاب الأولمبية هي من أهم الأحداث الرياضية في بورتوريكو ، تقوم اللجنة الأولمبية البورتوريكية بالإشراف في شؤون مشاركة بورتوريكو في الألعاب الأولمبية، شاركت بورتوريكو أول مرة في الألعاب الأولمبية في دورة 1948 في لندن في المملكة المتحدة، فازت بورتوريكو حتى الآن في مشوارها في الألعاب الأولمبية الصيفية بمجموع 8 ميداليات في الألعاب الأولمبية الصيفية منها 2 فضية و 6 برونزية، وأكثر الرياضات التي تنافس فيها هي الملاكمة والمصارعة وألعاب القوى وخصوصاً في سباقات المسافات القصيرة.
في الألعاب الأولمبية الشتوية شاركت أرمينيا أول مرة في دورة 1984 في سراييفو في يوغوسلافيا ولم تفز حتى الآن بأي ميدالية في الألعاب الشتوية.